# Reprezentacja Kazachstanu w rugby union mężczyzn
Reprezentacja Kazachstanu w rugby union mężczyzn – zespół rugby union, biorący udział w imieniu Kazachstanu w meczach i sportowych imprezach międzynarodowych, powoływany przez selekcjonera, w którym mogą występować wyłącznie zawodnicy posiadający obywatelstwo tego kraju, mieszkający w nim, bądź kwalifikujący się ze względu na pochodzenie rodziców lub dziadków. Za jego funkcjonowanie odpowiedzialny jest Kazachski Związek Rugby, członek ARFU oraz IRB.
Od pierwszej edycji uczestniczy w turnieju Asian Five Nations – najwyższej klasie rozgrywkowej w azjatyckim rugby. Dwukrotnie zajmowała drugie miejsce, tuż za azjatycką potęgą – reprezentacją Japonii.
Dotychczas reprezentacji Kazachstanu nie udało się zakwalifikować do finałowego turnieju o Puchar świata w rugby. Najbliżej tego była w kwalifikacjach do PŚ 2011 – drugie miejsce w Asian Five Nations 2010 zagwarantowały jej występ w barażu o ostatnie, dwudzieste miejsce, w którym uległa drużynie Urugwaju 44-7.

## Turnieje

### Udział wAsian Five Nations
| Rok  | Klasa rozgrywek | Wynik      | Źródło |
| ---- | --------------- | ---------- | ------ |
| 2008 | Top 5           | 4.         |        |
| 2009 | Top 5           | 2.         |        |
| 2010 | Top 5           | 2.         |        |
| 2011 | Top 5           | 4.         |        |
| 2012 | Top 5           | 5.         |        |
| 2013 | Dywizja I       | 2.         |        |
| 2014 | Dywizja I       | utrzymanie |        |

### Udział wPucharze Świata
| Rok  | Kwalifikacje                         | Wynik |
| ---- | ------------------------------------ | ----- |
| 1987 | Nie brała udziału, była częścią ZSRR | -     |
| 1991 | Nie brała udziału                    | -     |
| 1995 | Nie brała udziału                    | -     |
| 1999 | Nie brała udziału                    | -     |
| 2003 | Nie zakwalifikowała się              | -     |
| 2007 | Nie zakwalifikowała się              | -     |
| 2011 | Nie zakwalifikowała się              | -     |
| 2015 | Nie zakwalifikowała się              | -     |
| 2019 |                                      |       |